# Ministères baptistes canadiens
Les Ministères baptistes canadiens (anglais : Canadian Baptist Ministries) sont une association chrétienne évangélique d'églises baptistes au Canada. Elle est membre de l'Alliance baptiste mondiale. Son siège est à Mississauga. 

## Histoire
Les Ministères baptistes canadiens ont leurs origines dans une mission américaine établie à Sackville (Nouveau-Brunswick) en 1763. En 1874, la Canadian Baptist Foreign Missionary Society est fondée en Ontario. En 1911, elle devient la Canadian Baptist Foreign Mission Board. Elle a été rebaptisée Canadian Baptist International Ministries.
En 1944, la Fédération baptiste du Canada a été fondée à Saint-Jean (Nouveau-Brunswick) avec la Convention baptiste de l'Ontario et du Québec, l'Union baptiste de l'Ouest canadien, et la Convention baptiste unie des Maritimes (maintenant Baptistes canadiens du Canada atlantique). En 1947, la Baptist Convention of Ontario and Quebec a autorisé l’ordination des femmes pasteures et Muriel Spurgeon Carder a été la première femme ordonnée. Dans la United Baptist Convention of the Atlantic Provinces, Josephine Moore a été la première en 1954. Dans la Baptist Union of Western Canada, Mae Benedict a été la première en 1959. La Fédération a accueilli l'Union d'Églises baptistes Françaises au Canada (maintenant Union d'Églises baptistes francophones du Canada) en 1970. La Fédération a été rebaptisée Fédération canadienne baptiste en 1982.
En 1995, la Fédération baptiste canadienne a fusionné avec les Canadian Baptist International Ministries pour former les Ministères baptistes canadiens,.

## Statistiques
Selon un recensement de l’association, en 2023 elle disait avoir 971 églises et 81 685 membres.

## Écoles

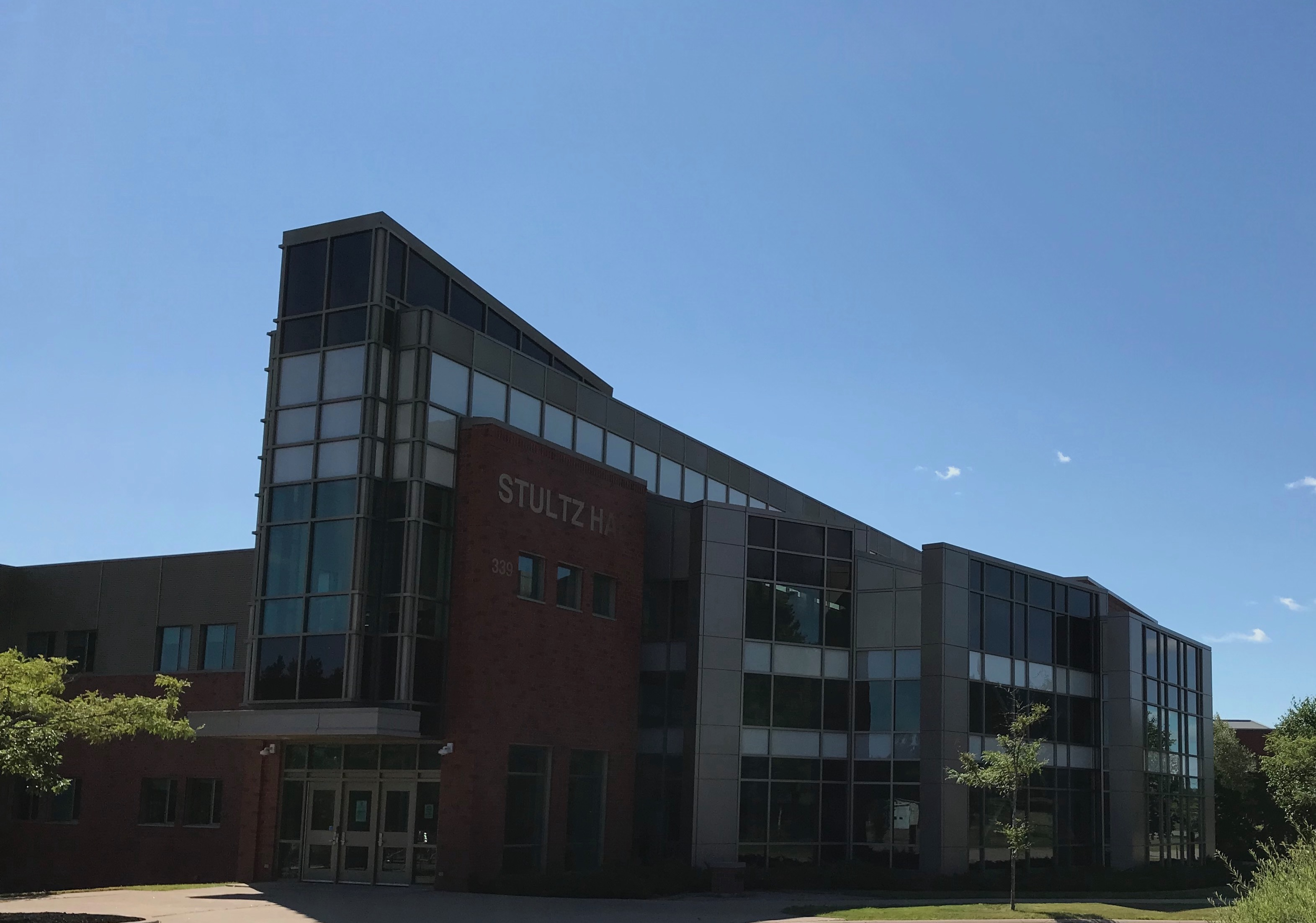
Stultz Hall, Université Crandall à Moncton.

Les unions régionales de la convention ont participé à la fondation de diverses universités qui sont devenues publiques. Il y a eu la fondation de l’Université Acadia par les Canadian Baptists of Atlantic Canada en 1838 , la fondation de l’Université McMaster par la Baptist Convention of Ontario and Quebec en 1881  et de l’Université de Brandon par les Canadian Baptists of Western Canada en 1890 .
L’organisation compte plusieurs instituts de théologie affiliés et une université partenaire, l’Université Crandall,.

## Gouvernance
Elle est composée de 4 unions régionales d'églises soit la Canadian Baptists of Ontario and Quebec, Canadian Baptists of Western Canada, Convention of Atlantic Baptist Churches et l'Union d'Églises baptistes francophones du Canada.

## Programmes sociaux
La fédération soutient des projets humanitaires chrétiens au Canada et à l'étranger.